# De Olde Kruyk

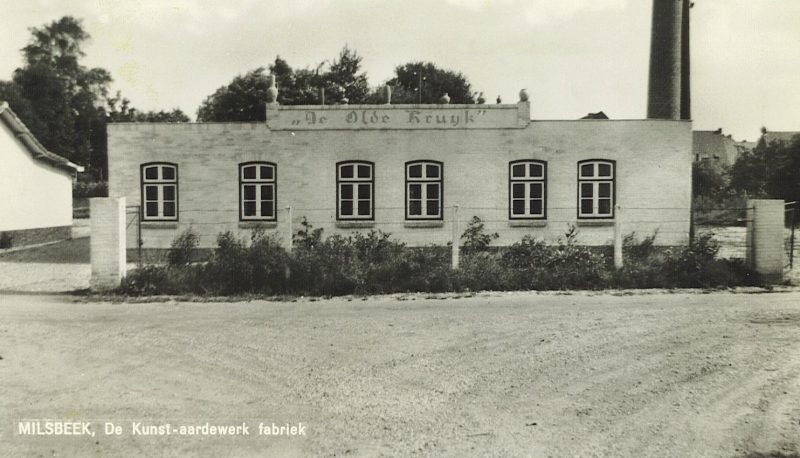
De Olde Kruyk in 1962

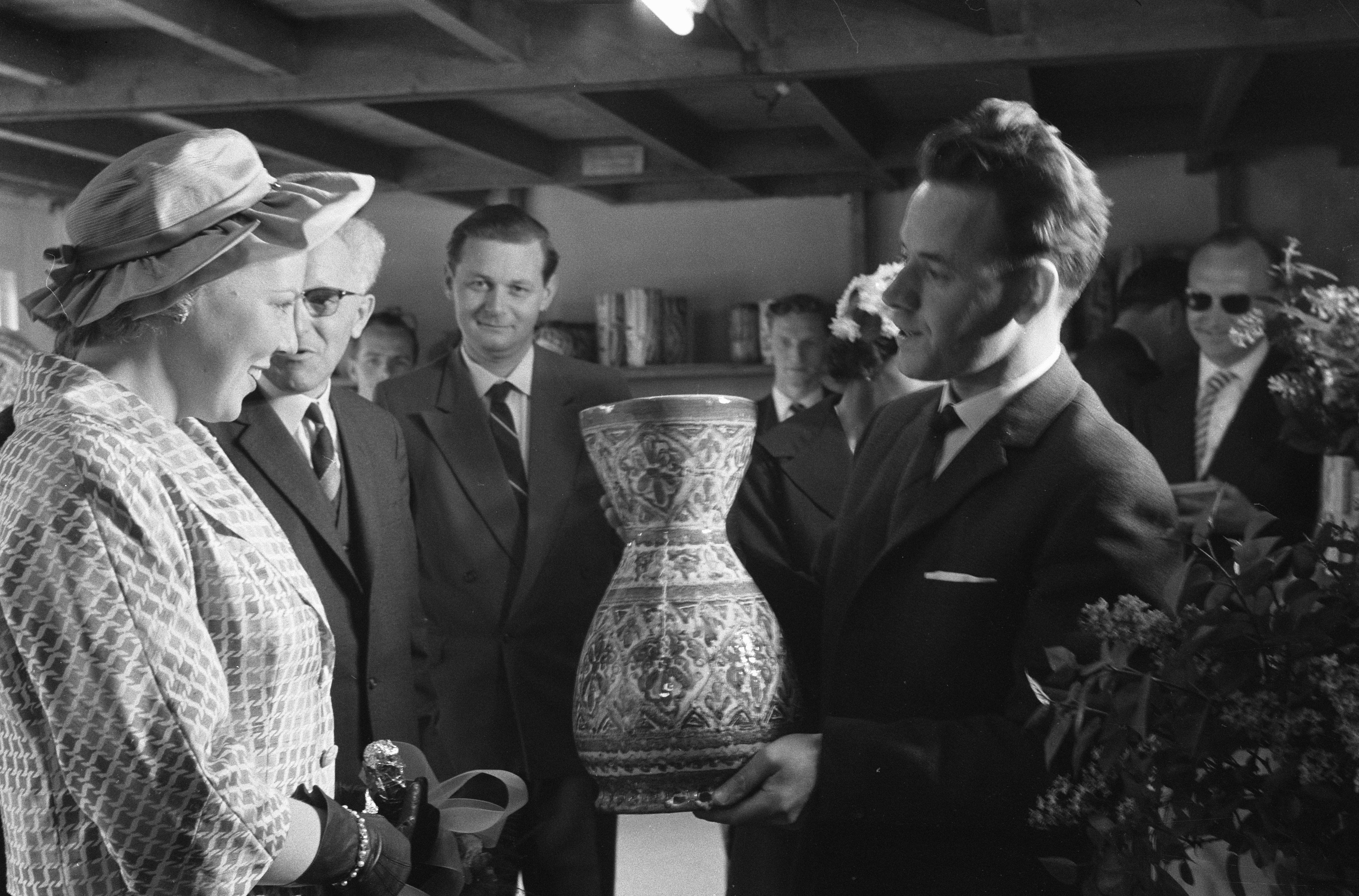
Bezoek van prinses Beatrix in 1960

De Olde Kruyk, ook bekend als D.O.K., was een Nederlands keramiekbedrijf, gevestigd in Milsbeek.

## Geschiedenis
Het bedrijf werd opgericht door Wim Jansen en Peter Linders in 1936. Het produceerde toen voornamelijk bloempotten. Vanwege financiële problemen werd de firma in 1956 verkocht aan keramist Piet Kurstjens. In plaats van bloempotten produceerde hij sieraardewerk, ook wel bekend als Milsbeeks- of Limburgs bont. Deze weg was al in 1947 ingeslagen toen Kurstjens als adviseur bij De Olde Kruyk werkte.
In de jaren 1950 groeide het bedrijf en exporteerde het ook naar het buitenland. In 1960 werd de pottenbakkerij bezocht door prinses Beatrix.
In 1986 verkocht Piet Kurstjens De Olde Kruyk aan Guul Jacobs. Het bedrijf bestond tot 2016.

## Wetenswaardigheid
In 2015 is het bedrijf De Olde Kruyk overgenomen door Alf Kurstjens, een zoon van Piet Kurstjens. Hij vestigde zich in Utrecht. Alf Kurstjens werkte eerder als keramist bij Mobach Keramiek in Utrecht. Het Centraal Museum heeft werk van hem uit die periode in de collectie.